# あまり良い思いさせないで!
「あまり良い思いさせないで!」（あまりいいおもいさせないで、原題: Don't Threaten Me with a Good Time）は、アメリカ合衆国のポップ・ロック・バンドであるパニック!アット・ザ・ディスコの楽曲。2015年12月31日に5作目のスタジオ・アルバム『ある独身男の死』からのプロモーション・シングルとして発売された。作詞作曲はJ.R.ロテム、ティール・デュヴィル、カール・レーマン、ジャーカー・ハンソン、ブレンドン・ユーリー、ジェイク・シンクレア、アミール・セーラムの共作で、B-52'sのメンバーであるケイト・ピアソン、フレッド・シュナイダーとキース・ストリックランドとシンディ・ウィルソンとリッキー・ウィルソンの名もクレジットに含まれている。
発売後、テレビゲーム『NBA 2K18』のサウンドトラックに採用された。

## 背景・曲の構成
本作の歌詞は、ユーリーが過去に催したパーティーでの体験が基になっており、2017年に『クー・ディ・メイン』のインタビューでユーリーは「まったくの実話さ！『あまり良い思いさせないで!』は基本的に自伝的な曲で、まさにいくつかのパーティーでの体験に由来している。俺はこの13年にわたってパーティーをやってきたけど、より重要なのは告白することや、たくさんのことを話すのが楽しいということだ」と語っている。『ポップマターズ』のブリス・エゼルは、コーラスの歌詞を引き合いに「快楽主義の危険性を含む曲」と見なしている。
曲のジャンルはエモ・ポップ、サーフロック、シンセポップ、ヒップホップとされている。曲中ではB-52'sの「ロック・ロブスター」のギターリフをサンプリングして使用している。本作の作曲者のクレジットには、ケイト・ピアソン、フレッド・シュナイダー、ケイト・ピアソン、シンディ・ウィルソン、リッキー・ウィルソンの名も含まれている。

## ミュージック・ビデオ
「あまり良い思いさせないで!」のミュージック・ビデオは、2016年5月10日に公開された。監督はティム・ヘンドリックスが務めた。
ビデオは一人称視点の映像になっており、バーでユーリーが女性に声をかけるところから始まる。ユーリーが女性をダンスフロアに連れて行くと、女性の体から大きな触手が伸びていることに気がつく。あわてて触手を隠すも、ユーリーは警戒してしまう。その後女性はユーリーに大量のアルコールを摂取させ、自宅に連れ帰りユーリーの前で本来のモンスターとしての姿を見せる。ユーリーは抵抗するも触手で拘束された末に殺され、モンスターに捕食されてしまう。翌朝ユーリーの頭蓋骨を吐き出すと、モンスターはユーリーの姿に変化する。ユーリーの姿になったモンスターは、バーを訪れて出会った女性に話しかける。ビデオはモンスターの体から伸びた触手を見た女性が悲鳴を上げるところで終わる。
5月24日にミュージック・ビデオの舞台裏映像が公開された。

## 評価
『USAトゥデイ』のエリザ・ガードナーは、「LA バンザイ」とともにアルバム『ある独身男の死』における注目の曲として挙げ、「B-52'sの『ロック・ロブスター』からとんでもなくキャッチーなギターソロを借用し、強く打ちつけるドラム（とホーン）を加えたアップビートの楽曲」と評した。『ガーディアン』紙のマーク・ボーモントは、「"champagne, cocaine, gasoline"のチャント」と「B-52'sの『ロック・ロブスター』からのサンプリング」を引き合いに「素晴らしいボーイ・バンドの造反」と見なした。

## クレジット
※出典
- ブレンドン・ユーリー – ボーカル、ギター、ベース、ドラム、作詞作曲
- ジェイク・シンクレア – 作詞作曲、プロデュース
- J.R.ロテム – 作詞作曲、プロデュース
- ティール・デュヴィル – 作詞作曲
- カール・レーマン – 作詞作曲
- ジャーカー・ハンソン – 作詞作曲
- アミール・セーラム – 作詞作曲
- キャサリン・ピアソン – 作詞作曲（「ロック・ロブスター」）
- フレドリック・シュナイダー – 作詞作曲（「ロック・ロブスター」）
- ジュリアン・ストリックランド – 作詞作曲（「ロック・ロブスター」）
- シンシア・ウィルソン – 作詞作曲（「ロック・ロブスター」）
- リッキー・ウィルソン – 作詞作曲（「ロック・ロブスター」）
- ロブ・メイセス – ホーンアレンジ、指揮者
- アンディ・スニッツァー – テナー・サクソフォーン
- デイヴ・マン – テナー・サクソフォーン
- アーロン・ヘイク – アルト・サクソフォーン
- デイヴ・リーケンバーグ – バリトン・サクソフォーン
- マイク・デイヴィス – テナー・サクソフォーン
- ランディ・アンドス – バス・トロンボーン
- ジェフ・キーヴィット – トランペット
- トニー・カドレック – フリューゲルホルン
- スージー・シン – エンジニア
- クラウディウス・ミッテンドーファー – ミキシング
- ピート・ライマン – マスタリング

## チャート成績

### 週間チャート
| チャート (2016年)                             | 最高位 |
| --------------------------------------------- | ------ |
| UK ロック・アンド・メタル (OCC)               | 1      |
| US Alternative Digital Song Sales (Billboard) | 5      |
| US オルタナティヴ・ソングス (Billboard)       | 24     |
| US Bubbling Under Hot 100 (Billboard)         | 6      |
| US Digital Song Sales (Billboard)             | 46     |
| US Hot Rock & Alternative Songs (Billboard)   | 10     |
| US Rock & Alternative Airplay (Billboard)     | 40     |
| US Rock Digital Song Sales (Billboard)        | 5      |
| US Rock Streaming Songs (Billboard)           | 20     |

### 年間チャート
| チャート (2016年)                           | 順位 |
| ------------------------------------------- | ---- |
| US Hot Rock & Alternative Songs (Billboard) | 29   |

## 認定
| 国/地域                          | 認定        | 認定/売上数 |
| -------------------------------- | ----------- | ----------- |
| カナダ (Music Canada)            | Gold        | 40,000      |
| イギリス (BPI)                   | Gold        | 400,000     |
| アメリカ合衆国 (RIAA)            | 2× Platinum | 2,000,000   |
| 認定のみに基づく売上数と再生回数 |             |             |